# Miguel Barbieri
Miguel Barbieri, né le 24 août 1993 à Buenos Aires en Argentine, est un footballeur argentin qui évolue au poste de défenseur central à Rosario Central, en prêt de Querétaro FC.